# Krutniv, Hmilnîk
Krutniv (în ucraineană Крутнів) este un sat în comuna Lelitka din raionul Hmilnîk, regiunea Vinnița, Ucraina.

## Demografie
Componența lingvistică a localității Krutniv
     Ucraineană (99,38%)
     Alte limbi (0,62%)
Conform recensământului din 2001, majoritatea populației localității Krutniv era vorbitoare de ucraineană (99,38%), existând în minoritate și vorbitori de alte limbi.